# Neil Johnston
Donald Neil Johnston, né le 4 février 1929 à Chillicothe en Ohio et mort le 28 septembre 1978 à Irving au Texas, est un joueur américain de basket-ball évoluant au poste de pivot.
Il intégra l'université de Ohio State où il pratiqua le baseball et le basket-ball. À la sortie de l'université en 1948, Johnston signa un contrat professionnel avec l'équipe de baseball des Philadelphia Phillies. Il joua deux saisons avec les Terre Haute Phillies dans la Three-I League.
Puis en 1951 il s'engagea avec le club des Warriors de Philadelphie où il effectua toute sa carrière de basketteur professionnel.
Johnston était un des meilleurs joueurs offensifs des années 1950. Il possédait un excellent hook shot (bras roulé) et avait un bon sens du rebond. Il fut intronisé au Basketball Hall of Fame en 1990.

## Carrière
Lors de sa première année de basketteur professionnel (1951-1952), Johnston est le remplaçant d'Ed Mikan. Il termine sa saison rookie avec des moyennes de 6 points et de 5.3 rebonds par matchs.
Pour sa deuxième saison, Johnston débute les matchs comme titulaire au poste de pivot. En passant plus de temps sur le terrain (45 minutes contre 15 lors de sa première saison), les statistiques de Johnston augmentent considérablement. À la fin de la saison, elles sont de 22,3 points par match, 13,9 rebonds avec 45 % aux tirs. Avec ses statistiques, Johnston connaît sa première sélection au All-Star Game. Il termine aussi meilleur marqueur, 2e meilleur rebondeur et le joueur le plus adroit aux tirs de la NBA. Malheureusement, les Warriors terminent l'année avec 12 victoires pour 57 défaites et ne se qualifient pas pour les playoffs.
Jusqu'en 1955, les Warriors ne se qualifieront pas pour les playoffs malgré les très bonnes saisons de Johnston qui terminera encore 2 fois meilleurs marqueur et 1 fois meilleur rebondeur de la NBA. Il marquera même 50 points dans une victoire des Warriors contre Syracuse le 16 février 1954.
Pour la saison 1955-1956, Johnston forme avec Paul Arizin un des meilleurs duos de la ligue. Pour la première fois depuis 1952 il n'est plus le meilleur marqueur de la ligue (cet honneur revient à son coéquipier Paul Arizin) mais il est sélectionné pour la 4e fois au All-Star Game et est aussi élu pour la quatrième années consécutives dans la 1re équipe de la NBA.
Grâce à leur duo mais aussi aux autres joueurs de l'équipe (en plus de Johnston et Arizin, trois autres joueurs des Warriors terminent à plus de 10 points de moyennes), les Warriors retrouvent les playoffs.
Ils remportent le titre de champion après avoir éliminé Syracuse (3v à 2) au 1er tour puis Fort Wayne (4v à 1) en finale. Sur ces playoffs, Johnston aura marqué 20 points, pris 14 rebonds tout en distribuant 5 passes par matchs.
Au 1er tour, Johnston aura marqué 35 points dans le quatrième matchs puis 25 dans le dernier match de la série. En finale, les meilleurs matchs de Johnston sont le 3e où il marque 20 points et le 4e où il marque 18 points.
Johnston continuera à jouer encore deux saisons et demie et sera sélectionné encore deux fois au All-Star Game. Il prendra sa retraite en 1959 après une grave blessure au genou.
Après sa carrière de joueur, Johnston entraînera les Warriors de 1959 à 1961 et sera le premier entraineur de Wilt Chamberlain. Son bilan comme entraîneur des Warriors est de 95 victoires pour 59 défaites. Il aura aussi réussi à qualifier les Warriors deux fois pour les playoffs et à atteindre une finale de conférence Est en 1960.

## Palmarès et distinctions personnelles
- Champion NBA en 1956
- All-NBA First Team en 1953, 1954, 1955 et 1956
- All-NBA Second Team en 1957
- 6 sélections au NBA All-Star Game en 1953, 1954, 1955, 1956, 1957 et 1958
- Meilleur marqueur NBA en 1953, 1954 et 1955
- Meilleur rebondeur NBA en 1955
- Joueur ayant eu la meilleure moyenne de points en 1953 (22.3), 1954 (24.4) et 1955 (22.7)
- Joueur ayant marqué le plus de points en 1953 (1564), 1954 (1759) et 1955 (1631)
- Joueur ayant tenté le plus de tirs en 1954 (1317)
- Joueur ayant eu le meilleur pourcentage aux tirs en 1953 (45,2 %), 1956 (45,7 %) et 1957 (44,7 %)
- Joueur ayant réussi le plus de lancers-francs en 1953 (556), 1954 (577) et 1955 (589)
- Joueur ayant tenté le plus de lancers-francs en 1953 (794), 1954 (772) et en 1955 (769)
- Joueur ayant pris le plus de rebonds en 1955 (1085)
- Joueur ayant eu la meilleure moyenne de rebonds en 1955 (15.1)
- Joueur ayant le plus de temps de jeu en 1953 (45.2 minutes) et 1954 (45.8 minutes)
- Introduit au NBA Hall of Fame en 1990